# Emérico Hirschl
Imre Hirschl, também conhecido como Emerich ou Emérico Hirschl (Budapeste, 11 de junho de 1900 — Buenos Aires, 23 de setembro de 1973), foi um treinador e ex-futebolista húngaro. Foi o primeiro treinador estrangeiro a comandar uma equipe profissional argentina, no caso o Gimnasia y Esgrima, entre 1932 e 1934.

## Carreira

### Como jogador
Como futebolista, Hirschl atuou apenas no Húsos FC de Budapeste, um clube que jogou alguns anos da decada de 1920 na segunda divisão hungáro .

### Como treinador

#### Início no Palestra Itália
Hirschl estava em Paris com a intenção de renovar sua permissão para voltar aos Estados Unidos, onde encerrara sua carreira. Entretanto, um encontro com o Conde Matarazzo — na época, o homem mais rico do Brasil — mudou o destino do húngaro. O então presidente de honra do Palestra Itália (atual Palmeiras) convidou Emérico Hirschl para trabalhar no clube em 1929. Algum tempo depois, Hirschl já estava trabalhando no Palestra como auxiliar-técnico de seu compatriota, Eugênio Medgyessy, também radicado no Brasil. Hirschl ainda teve a chance de comandar efetivamente o Palestra em duas oportunidades: conquistou uma vitória por 2 a 1 sobre a Portuguesa e foi derrotado pelo Corinthians por 4 a 1, no último jogo do Estadual de 1929, no qual o Alviverde terminou como terceiro colocado.

#### Chegada a Argentina

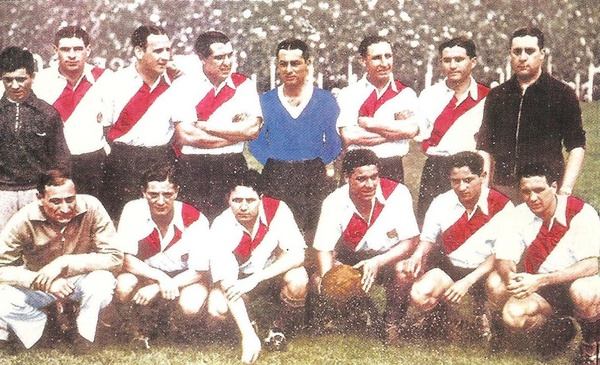
Hirschl (agachado, esqu.) com o River Plate, campeão argentino de 1936

Depois, partiu para a Argentina com desconfiança de todos, pelo fato de ser o primeiro treinador estrangeiro no país. O clube que acertou com Hirschl foi o Gimnasia y Esgrima de La Plata, que vivia um dos mais gloriosos momentos de sua história, sendo apelidado de El Expreso de 33. Contrariando a todos, Hirschl conduziu, logo em seu segundo ano no comando, a equipe platense ao surpreendente quarto lugar no Campeonato Argentino de 1933. A partir daí, o treinador passou por outros grandes e médios clubes argentinos.
Ainda na Argentina, fez sucesso conquistando dois campeonatos nacionais e outros torneios de pequena relevância pelo River Plate.

#### Retorno ao Brasil, dessa vez ao Sul
Chegou a Porto Alegre fugindo dos bombardeios argentinos, e trazendo consigo duas estrelas da época para o modesto Cruzeiro-RS: os atacantes argentinos Enrique Flamini e Alejandro José Lombardini. Tinha a missão de superar o Internacional (então chamado de Rolo Compressor), equipe que nem o Grêmio conseguira derrubar.

#### Sucesso no Uruguai e fim de carreira na Argentina
Na capital uruguaia, Montevidéu, repetiu as grandes escalações do River Plate, conduzindo o Peñarol em dois campeonatos uruguaios.
Anos depois, voltou ao River Plate, onde treinou a equipe por duas temporadas, sem muito destaque.

## Títulos

### Como treinador
River Plate
- Campeonato Argentino: 1936 (Copa Campeonato e Copa de Oro) e 1937
- Copa Aldao: 1936 e 1937
- Copa Ibarguren: 1937

Peñarol
- Campeonato Uruguaio: 1949 e 1951

## Livros
- Jonathan Wilson: Names Heard Long Ago, Blink Publishing (Londres, UK), 2019. ISBN 978-1-788-702-73-7